# Telomerisation (Polymerisation)

Fluortelomeralkohol (8:2-FTOH)

Die Telomerisation oder Telomerisierung ist eine chemische Reaktion, die eine Sonderform der Polymerisation darstellt.
Ein Molekül A–B reagiert mit n Molekülen des Monomers M gemäß folgender Gleichung zu Telomeren:
{\displaystyle {\ce {A-B + n*M -> A-M_{n}-B}}}

## Fluortelomerisierung
Im Herstellungsprozess von per- und polyfluorierten Alkylverbindungen (PFAS) wie Fluortelomeralkoholen, der Fluortelomerisierung, besteht ein Prozessschritt aus einer Telomerisation. Neben der elektrochemischen Fluorierung stellt sie das zweite Verfahren für die Herstellung von PFAS dar. Dabei werden n Moleküle Tetrafluorethylen mit Pentafluorethyliodid umgesetzt:
{\displaystyle {\ce {F(CF2CF2)I + n*CF2=CF2 -> F(CF2CF2)_{n + 1}I}}}